# Олігурія
Олігурі́я, о́лігоурія (від грец. ολίγος — малий і грец. ούρα — сеча) — зменшення кількості сечі, яку виділяють нирки — може бути фізіологічною (при обмеженні пиття, втраті рідини у спеку з потом) та патологічною (при тривалому блюванні та діареї внаслідок згущення крові, високій тривалій гарячці, кровотечах, гострому гломерулонефриті, утворенні набряків, при вагітності тощо). Олігурія може швидко перейти в анурію, тобто у відсутність виділення сечі.
Від олігурії слід відрізняти різні розлади сечовипускання, що супроводжуються затримкою сечовиділення з нирок та міхура внаслідок механічних або нейрорефлекторних причин, наприклад при ішурії, при гіперплазіях передміхурової залози — злоякісних та доброякісних, перегинах сечовода тощо.
При олігоурії добовий діурез становить менше ніж 500 мл/добу.